# At-Tahrim
At-Tahrim (arab. ‏التحريم سورة‎) – to 66 sura Koranu, licząca 12 ajatów. Jest surą medyneńską, ponieważ mowa w niej o Marii Koptyjce, która została konkubiną Proroka w 628. Surę ujawnił Prorok albo Marii Koptyjce, albo swoim żonom Ajszy i Hafsie. Sura ta potwierdza dogmat o niepokalanym poczęciu Isy, proroka islamu (odpowiednika Jezusa). Nazwa tej sury wzięła się stąd, że Bóg radzi w niej Mahometowi, aby nie wzbraniał się sam przed braniem tego, co mu od Boga dane. 

## Kontekst historyczny i egzegeza

### Incydent z Marią Koptyjką, Hafsą i Ajszą
Sura związana jest z życiem prywatnym proroka Mahometa. Zdaniem autora „Tafsir al-dżalalajn” nawiązuje do wydarzenia, jakie zaszło między Prorokiem a jego partnerkami: Hafsa, żona Mahometa, wróciła wcześniej do domu i zastała męża we własnym pokoju i we własnym łóżku, w objęciach Marii Koptyjki. On zaś, w odruchu obrony, miał powiedzieć w formie przysięgi, że ona (Maria) jest mu „zakazana” (stąd tytuł tej sury: „zakazane”). Egzegeci zastanawiają się, czy prorok odprawił później ekspiacje, aby zwolnić się z przysięgi, o czym mowa w drugim wersecie tej sury (np. Mukatil Ibn Sulajman twierdzi, że wyzwolił w tym celu jednego niewolnika), czy nie (np. Al-Hasan al-Basri twierdzi, że nie musiał tego czynić, gdyż jako prorok był wolny od wszelkich błędów). Hafsa miała donieść o tym incydencie, mimo że mąż jej surowo zakazał, Ajszy. Według tradycji Mahomet dowiedział się o tym przeniewierstwie i dał to do zrozumienia Hafsie, żeby ją zawstydzić. 

### Paralele między tradycją biblijną a koraniczną
W surze tej wyraźnie znajduje się aluzja do postawy obu żon, Hafsy i Ajszy, wobec wspomnianego incydentu z Marią Koptyjką. W wersecie 10 jest mowa o żonie Nuha (biblijnego Noego), o imieniu Wahila i żonie Luta (biblijnego Lota) – Wa’ila. Żona Noego, według "Tafsir al-dżalalajn" publicznie twierdziła, że jej mąż jest szaleńcem, natomiast połowica Lota miała wyjawiać poufne sprawy zasłyszane ukradkiem od gości podejmowanych przez męża. Obu kobietom jest sądzony Ogień piekielny, mimo wstawiennictwa mężów. Z kolei wspomniane dalej „żona Faraona”, a więc Egipcjanka (rodaczka Marii Koptyjki), oraz Maria córka Imrana (odpowiedniczka Marii matki Jezusa z Nowego Testamentu), wyraźnie nawiązują do osoby konkubiny Mahometa. Późniejsza tradycja muzułmańska uczyniła z „żony Faraona” (która wyłowiła proroka Musę – biblijnego Mojżesza z Nilu), oraz z Marjam, matki Isy-Jezusa, kobiety-wzory do naśladowania, obok Chadidży, pierwszej żony Mahometa i Fatimy, jego córki.

## Tekst

### Transkrypcja
ja ajju-ha an-nabijj-u li-ma tuharrimu ma ahalla allah-u la-ka jabtaghi mardat-a azwadżi-ka wa-allah-u ghafur-un rahim-un
kad farada allah-u la-kum tahillat-a iman-i-kum wa-allahu mawla-kum wa-huwa al-alim-u al-hakim-u
wa-iz asarra an-nabijj-u ila ba'd-i azwadżi-hi hadis-an fa-lamma nabba'at bi-hi wa-azhara-hu allah-u alaj-hi arrafa ba'da-hu wa-a'arada an baid-in fa-lamma nabba'a-ha bi-hi kalat man anba'aka haza kala nabba'ani al-alim-u al-chabir-u
in tatuba'a ila allah-i fa-kad saghat kulubu-kuma wa-in tazahara alaj-hi fa-inna allah-a huwa mawla-hu wa-dżibril-u wa-salih-u al-mumin-ina wa-al-mala'ikat-u ba'da zalika zahir-un 
asa rabbu-hu in tallaka-kunna an jubdi la-hu zawdż-an chajr-an min-kunna muslimat-in muminat-in kanitat-in ta'ibat-in abidat-in sa'ihat-in sattibat-in wa-abkar-an
ja ajju-ha allazina amanu ku- anfusa-kum wa-ahli-kum nar-an wa-kudu-ha an-nas-u wa-al-hidżarat-u alaj-ha mala'ikat-un ghilaz-un szidad-un la ja'suna allah-a ma amara-hum wa-jaf'aluna ma ju'maruna 
ja ajju-ha allazina kafaru la taziru al-jawma innama tudżzawna ma kuntum ta'malun
ja ajju-ha allazina amanu tubu ila allah-i tawbat-an nasuh-an asa rabbu-kum an jukaffira an-kum sajjiati-kum wa-judchila-kum dżannat-in tadżri min tahti-ha al-anhar-u jawm-a la juchzi allah-u an-nabijj-a wa-allazina amanu ma'a-hu nuru-hum jas'a bajna ajdi-him wa-bi-imani-him jakulun rabba-na atmim la-na nura-na wa-ighfir la-na inna-ka ala kull-i szaj'in kadir-un 
ja ajju-ha an-nabijj-u dżahid-i al-kuffara wa-al-munafikina wa-ughluz alaj-him wa-ma'wa-hum dżahannam-u wa-bi-'sa al-masir-u 
daraba allah-u masal-an li-llazina kafaru imra'ata nuh-in wa-imra'ata lut-in kanata tahta abd-ajni min ibad-i-na salih-in fa-chanata-huma fa-lam jughnija an-huma mina allah-i szaj'-an wa-kila udchula an-nar-a ma'a ad-dachil-in
wa-daraba allah-u masal-an li-llazina amanu imrat-a fir'un-a iz kalat rabb-i ibni li inda-ka bajt-an fi-al-dżannat-i wa-nadżdżi-ni min fir'una wa-amali-hi wa-nadżdżi-ni min al-kawm-i az-zalim-ina
wa-marjam-a ibnat-a imran-a allati ahsanat fardża-ha fa-nafach-na fi-hi min ruhi-na wa-saddakat bi-kalimat-i rabbi-ha wa-kutubi-hi wa-kanat min al-kanit-in

### Przekład polski
O Proroku! Dlaczego zakazujesz sobie tego, co pozwolił ci Bóg, chcąc przypodobać się twoim żonom? Bóg jest przebaczający, litościwy!
Bóg nałożył na was obowiązek zwolnienia się z takich przysiąg. Bóg jest waszym opiekunem! On jest Wszechwiedzący, Mądry!
Oto Prorok powierzył w tajemnicy jednej ze swoich żon pewną historię. A kiedy ona ją rozgłosiła i Bóg ujawnił to jemu, wówczas on częściowo dał jej to poznać, a częściowo przemilczał. A kiedy Prorok jej o tym mówił, rzekła: „Któż ci to obwieścił?” Powiedział: „Obwieścił mi Wszechwiedzący, Świadomy.”
Jeśli wy obydwie nawrócicie się do Boga... przecież już skłoniły się wasze serca. Ale jeśli będziecie się wzajemnie wspomagać przeciwko Prorokowi - to, zaprawdę, Bóg jest jego Opiekunem, a Gabriel i sprawiedliwi między wiernymi a także aniołowie są jego wspomożycielami!
Być może, jego Pan - jeśli on was odprawi - da mu w zamian żony lepsze od was, całkowicie poddane Bogu, wierzące, gorliwe w modlitwie, okazujące skruchę, pobożne, przestrzegające postu, czy to zamężne, czy dziewice.
O wy, którzy wierzycie! Strzeżcie się sami i wasze rodziny od ognia; którego strawą będą ludzie i kamienie! Wokół niego będą aniołowie, ogromni, straszni; oni nie buntują się przeciw rozkazowi Boga, lecz wypełniają to, co jest im nakazane.
O wy, którzy nie wierzycie! Nie usprawiedliwiajcie się dzisiaj! Zostanie wam zapłacone tylko za to, co czyniliście. 
O wy, którzy wierzycie! Nawracajcie się do Boga ze szczerą skruchą! Być może, wasz Pan odpuści wam złe czyny i wprowadzi was do Ogrodów, gdzie w dole płyną strumyki - tego Dnia, kiedy Bóg nie okryje hańbą ani Proroka, ani tych, którzy z nim uwierzyli;
światło ich pójdzie przed nimi i po ich prawicy. Oni będą mówili: „Panie nasz! Uczyń doskonałym dla nas nasze światło i przebacz nam! Zaprawdę, Ty jesteś nad każdą rzeczą wszechwładny!” 
O Proroku! Zwalczaj niewiernych i obłudników i bądź względem nich surowy!
Ich miejscem schronienia będzie Gehenna. A jakże nieszczęsne to miejsce przybycia! 
Bóg dał przypowieść tym, którzy nie uwierzyli: o żonie Noego i żonie Lota. Obie one były pod władzą Naszych dwóch sług, spośród Naszych sług sprawiedliwych,
lecz one zdradziły ich. I oni nic nie mogli dla nich uczynić
wobec Boga. I powiedziano im: „Wejdźcie do ognia obie wraz z tymi, którzy tam wchodzą!”
I Bóg dał jako przykład tym, którzy uwierzyli, żonę Faraona. Oto ona powiedziała: „Panie mój! Zbuduj dla mnie u Siebie dom w Ogrodzie! Wybaw mnie od Faraona i od jego dzieła! I wybaw mnie od ludzi niesprawiedliwych!” 
I Marię, córkę Imrana, która zachowała dziewictwo; tak więc tchnęliśmy w nią nieco z Naszego Ducha. I ona potwierdziła słowa swego Pana i Jego Ksiąg, i była wśród pokornych.